# Jeff MacMillan
Jeff MacMillan (Kanada, Ontario, Durham, 1979. március 30. –) profi jégkorongozó.

## Karrier
Komolyabb junior karrierjét az OHL-es Oshawa Generalsban kezdte 1996–1997-ben és itt játszott 1999-ig. Az 1999-es NHL-drafton a Dallas Stars választotta ki a hetedik kör 215. helyén. A szezont az UHL-es Fort Wayne Kometsben és az IHL-es Kalamazoo Wingsben töltötte. 2001–2004 között az AHL-es Utah Grizzliesben játszott majd 2004-ben négy mérkőzésen jégre léphetett az NHL-ben a Dallas színeiben. A következő idényt az AHL-es Hartford Wolf Packban játszotta. 2005–2006-ban az AHL-es Syracuse Crunch szerepelt. A következő szezonban fél idényre átment az osztrák ligába a bécsi csapatba majd visszament az ECHL-es Phoenix Roadrunnersbe. Végül még egyszer visszatért Európába a brit bajnokságba a Manchester Phoenix csapatába. A 2008–2009-es szezont az UHL-es Bloomington Prairie Thunderben játszotta.

## Karrier statisztika
| 1996–1997           | Oshawa Generals             | OHL                 | 39  | 0  | 4   | 4   | 15   | 15 | 0 | 0  | 0  | 4   |
| 1997–1998           | Oshawa Generals             | OHL                 | 64  | 3  | 12  | 15  | 72   | 7  | 0 | 3  | 3  | 11  |
| 1998–1999           | Oshawa Generals             | OHL                 | 65  | 3  | 18  | 21  | 109  | 15 | 3 | 6  | 9  | 28  |
| 1999–2000           | Michigan K-Wings            | UHL                 | 53  | 0  | 3   | 3   | 54   | —  | — | —  | —  | —   |
| 1999–2000           | Fort Wayne Komets           | UHL                 | 7   | 1  | 1   | 2   | 25   | 9  | 0 | 2  | 2  | 10  |
| 2000–2001           | Utah Grizzlies              | IHL                 | 81  | 5  | 15  | 20  | 105  | —  | — | —  | —  | —   |
| 2001–2002           | Utah Grizzlies              | AHL                 | 77  | 6  | 9   | 15  | 146  | 5  | 1 | 0  | 1  | 17  |
| 2002–2003           | Utah Grizzlies              | AHL                 | 78  | 7  | 8   | 15  | 132  | 2  | 0 | 0  | 0  | 6   |
| 2003–2004           | Utah Grizzlies              | AHL                 | 73  | 4  | 6   | 10  | 108  | —  | — | —  | —  | —   |
| 2003–2004           | Dallas Stars                | NHL                 | 4   | 0  | 0   | 0   | 0    | —  | — | —  | —  | —   |
| 2004–2005           | Hartford Wolf Pack          | AHL                 | 71  | 2  | 5   | 7   | 136  | 6  | 0 | 0  | 0  | 4   |
| 2005–2006           | Syracuse Crunch             | AHL                 | 78  | 1  | 9   | 10  | 143  | 5  | 0 | 0  | 0  | 23  |
| 2006–2007           | Vienna Capitals             | AuHL                | 31  | 3  | 7   | 10  | 103  | —  | — | —  | —  | —   |
| 2006–2007           | Phoenix Roadrunners         | ECHL                | 26  | 1  | 5   | 6   | 53   | 4  | 1 | 0  | 1  | 2   |
| 2007–2008           | Manchester Phoenix          | EIHL                | 56  | 5  | 11  | 16  | 75   | 2  | 0 | 0  | 0  | 0   |
| 2008–2009           | Bloomington Prairie Thunder | UHL                 |     |    |     |     |      |    |   |    |    |     |
| Karrier Összesített | Karrier Összesített         | Karrier Összesített | 803 | 41 | 113 | 154 | 1276 | 70 | 5 | 11 | 16 | 105 |